# Fostul cimitir evreiesc Sevastopol din București
Cimitirul evreiesc din strada Sevastopol nr. 13 – 17, situat imediat la sud de Piața Victoriei, a fost cel mai vechi cimitir evreiesc din București. Acesta data din secolul al XVII-lea și a fost folosit atât de evreii de rit sefard cât și de cei de rit așkenaz. A fost distrus din ordinul lui Ion Antonescu între anii 1942-1944,  pe teren fiind construite ulterior alte imobile.

### Istoric
Cimitirul fost înființat pe Ulița Filipescului care a primit numele de „strada Sevastopol” după Războiul Crimeii (1853-1856). În anul 1864 cimitirul a fost închis, iar cele două comunități și-au cumpărat proprietăți separate, respectiv Cimitirul Filantropia și Cimitirul Sefard. La momentul închiderii cimitirului, aici își dormeau somnul de veci 1.920 de evrei. Unul dintre ultimii înmormântați aici a fost dr. Iuliu Barasch (1863).
Cea mai veche piatră tombală din cimitirul evreiesc din strada Sevastopol data din 1716 și se referea chiar la conducătorul obștii evreiești B. Mordehai. Textul epitafului este următorul:
Aici zace omul superior, conducătorul orașului, renumitul B. Mordehai, fiul răposatului Rabbi Iehuda de fericită memorie. Decedat la 10 Kislev, anul 5476 (1716 Octombrie). Fie țărâna-i ușoară. Odihnească-se în rai. Amin!

### Exproprierea și demolarea
În 1913 primăria a dispus desființarea cimitirului, dar acest act a fost înfăptuit abia în timpul regimului lui Ion Antonescu.
În ședința Consiliului de Cabinet din 8 octombrie 1940 generalul Antonescu a cerut scoaterea cimitirelor evreiești din București și găsirea altor locuri de cimitir la o distanță de 100 km. Dorind să evite ca măsura să fie identificată ca una antievreiască, acesta a cerut să fie promovată ca o măsură de salubritate.
Ca urmare, cimitirul a fost expropriat în anul 1942, evreii fiind obligați să facă act de donație către municipiul București. Mormintele au fost deshumate de un detașament evreiesc de muncă obligatorie, între vara anului 1942 și iulie 1944. Osemintele au fost transferate în celelalte trei cimitire evreiești, cei neidentificați fiind îngropați într-o groapă comună. O parte din pietrele funerare au fost transferate la cimitirul din șoseaua Giurgiului numărul 162, altele au fost jefuite de localnici sau distruse.
Terenul pe care s-a aflat cimitirul a fost vândut de autorități unei societăți comerciale de exploatare urbană. Lucrările pentru dezafectarea cimitirului au fost oprite la 23 august 1944, când mai erau intacte doar 25 de morminte. Cele câteva stele funerare salvate sunt astăzi răspândite în Cimitirul evreiesc din Șoseaua Giurgiului.
Au rămas fotografii precum și 53 de desene cu scene din timpul exhumării realizate de graficianul Lazăr Zin, din detașamentul de muncă obligatorie.